# Franz Hasil
Franz Hasil (ur. 28 lipca 1944 w Wiedniu) – piłkarz austriacki grający na pozycji prawego pomocnika. W swojej karierze rozegrał 21 meczów i zdobył 2 bramki w reprezentacji Austrii.

## Kariera klubowa
Swoją karierę piłkarską Hasil rozpoczął w klubie Rapid Wiedeń. W 1962 roku awansował do pierwszego zespołu. W austriackiej Bundeslidze zadebiutował 22 września 1962 w wygranym 2:1 domowym meczu z Admirą Wacker Wiedeń. W sezonie 1963/1964 wywalczył z Rapidem swój pierwszy w karierze tytuł mistrza kraju. W sezonie 1966/1967 także został mistrzem kraju, a w sezonie 1967/1968 zdobył z Rapidem dublet (mistrzostwo oraz Puchar Austrii).
Latem 1968 roku Hasil przeszedł do niemieckiego FC Schalke 04. W Schalke swój debiut zaliczył 17 sierpnia 1968 w przegranym 0:1 wyjazdowym meczu z MSV Duisburg. W Schalke grał przez rok.
W 1969 roku Hasil został zawodnikiem Feyenoordu. W Eredivisie swój debiut w zespole Feyenoordu zanotował 10 sierpnia 1969 w wygranym 3:1 wyjazdowym spotkaniu z Telstarem. W 1970 roku wystąpił w wygranym 2:1 finale Pucharu Europy z Celtikiem. Z kolei latem 1970 zdobył z Feyenoordem Puchar Interkontynentalny. W sezonie 1970/1971 został z Feyenoordem mistrzem Holandii.
W 1973 roku Hasil wrócił do Austrii i został piłkarzem Austria Klagenfurt, w której zadebiutował 18 sierpnia 1973 w zremisowanym 1:1 wyjazdowym meczu z VÖEST Linz. W 1977 roku odszedł do First Vienna FC 1894, w którym zakończył karierę.
| Sezon   | Klub                 | Kraj     | Rozgrywki  | Mecze | Bramki |
| ------- | -------------------- | -------- | ---------- | ----- | ------ |
| 1962/63 | Rapid Wiedeń         | Austria  | Bundesliga | 14    | 4      |
| 1963/64 | Rapid Wiedeń         | Austria  | Bundesliga | 10    | 1      |
| 1964/65 | Rapid Wiedeń         | Austria  | Bundesliga | 21    | 2      |
| 1965/66 | Rapid Wiedeń         | Austria  | Bundesliga | 26    | 7      |
| 1966/67 | Rapid Wiedeń         | Austria  | Bundesliga | 12    | 2      |
| 1967/68 | Rapid Wiedeń         | Austria  | Bundesliga | 20    | 2      |
| 1968/69 | FC Schalke 04        | RFN      | Bundesliga | 23    | 5      |
| 1969/70 | Feyenoord Rotterdam  | Holandia | Eredivisie | 31    | 8      |
| 1970/71 | Feyenoord Rotterdam  | Holandia | Eredivisie | 30    | 13     |
| 1971/72 | Feyenoord Rotterdam  | Holandia | Eredivisie | 34    | 7      |
| 1972/73 | Feyenoord Rotterdam  | Holandia | Eredivisie | 17    | 6      |
| 1973/74 | Austria Klagenfurt   | Austria  | Bundesliga | 32    | 2      |
| 1974/75 | Austria Klagenfurt   | Austria  | Bundesliga | 35    | 6      |
| 1975/76 | Austria Klagenfurt   | Austria  | Bundesliga | 31    | 3      |
| 1976/77 | Austria Klagenfurt   | Austria  | Erste Liga | ?     | ?      |
| 1977/78 | First Vienna FC 1894 | Austria  | Erste Liga | ?     | ?      |

## Kariera reprezentacyjna
W reprezentacji Austrii Hasil zadebiutował 27 października 1963 roku w przegranym 1:2 towarzyskim meczu z Węgrami, rozegranym w Budapeszcie. W swojej karierze grał w eliminacjach do MŚ 1966, do MŚ 1970 i do MŚ 1974. Od 1963 do 1974 roku rozegrał w reprezentacji 21 meczów, w których strzelił 2 gole.

## Odznaczenia
W 2003 otrzymał Krzyż Oficerski Odznaki Honorowej za Zasługi dla Republiki Austrii.